# Plecotus
Plecotus es un género de quirópteros de la familia Vespertilionidae formado por los conocidos vulgarmente como murciélagos orejudos. Se encuentran en toda Eurasia y el norte de África. Muchas especies del género solo han sido descritas y reconocidas en los últimos años.

## Especies
- Plecotus alpinus
- Plecotus auritus
- Plecotus austriacus
- Plecotus balensis
- Plecotus kolombatovici
- Plecotus macrobullaris
- Plecotus sardus
- Plecotus taivanus
- Plecotus strelkovi
- Plecotus teneriffae
- Plecotus wardi

Además, hay especies extintas como Plecotus schoepfelii del Mioceno inferior de Baviera, Alemania.